# Robert Emmiyan
Robert Emmiyan (en arménien, Ռոբերտ Էմմիյան), né le 15 février 1965 à Leninakan, actuellement Gyumri, est un athlète pratiquant le saut en longueur qui a représenté l'URSS et plus tard l'Arménie. Son record personnel de 8,86 m, établi le 22 mai 1987 à Tsakhkadzor, constitue le record d'Europe actuel, et la quatrième performance mondiale de tous les temps. C'est l'actuel président de la Fédération arménienne d'athlétisme.

## Carrière sportive
Sa carrière voit de nombreuses médailles au niveau européen et mondial, en argent aux championnats du monde d'athlétisme de 1987 et en or aux championnats d'Europe d'athlétisme en salle. Il a obtenu aussi la médaille d'or aux championnats d'Europe d'athlétisme de 1986 avec un saut à 8,41 m, qui est le record du championnat (RC). Avec 8,49 m, il détenait aussi le record du championnat d'Europe en salle jusqu'en 2009, lorsqu'il fut battu par l'Allemand Sebastian Bayer.
En 1986, dans un petit stade à Tsaghkadzor, Robert Emmiyan effectue un saut à 8,86 m détrônant le précédent record d'Europe. Ce record tient toujours en 2022.
Robert Emmiyan vit actuellement en France dans les Hauts-de-Seine au Plessis-Robinson mais se consacre à la formation des athlètes arméniens en tant que président de la fédération arménienne d'athlétisme.
En 2011, il crée le Robert Emmiyan International Committee avec Frank Bairamian créateur de l'idée de cette association. En octobre 2015 fermeture de l'association par Frank Bairamian.

## Palmarès
| Date | Compétition                    | Lieu                     | Résultat | Performance |
| ---- | ------------------------------ | ------------------------ | -------- | ----------- |
| 1984 | Championnats d'Europe en salle | Göteborg, Suède          | 3e       |             |
| 1986 | Championnats d'Europe en salle | Madrid, Espagne          | 1er      | 8,32 m CR   |
|      | Championnats d'Europe          | Stuttgart, Allemagne     | 1er      | 8,41 m CR   |
| 1987 | Championnats d'Europe en salle | Liévin, France           | 1er      | 8,49 m CR   |
|      | Championnats du monde en salle | Indianapolis, États-Unis | 4e       |             |
|      | Championnats du monde          | Rome, Italie             | 2e       |             |
| 1990 | Championnats d'Europe en salle | Glasgow, Écosse          | 3e       |             |

## Records
| Épreuve                  | Performance           | Lieu        | Date            |
| ------------------------ | --------------------- | ----------- | --------------- |
| Saut en longueur         | 8,86 m (+1,9 m/s, RE) | Tsakhkadzor | 22 mai 1987     |
| Saut en longueur (salle) | 8,49 m                | Liévin      | 21 février 1987 |